# Robert Martin (Leichtathlet)
Robert Martin (* 23. Juli 1950) ist ein ehemaliger kanadischer Sprinter.
1975 gewann er bei der Universiade Bronze über 200 m und bei den Panamerikanischen Spielen in Mexiko-Stadt Bronze in der 4-mal-100-Meter-Staffel.
Über 200 m wurde er von 1972 bis 1974 dreimal in Folge Kanadischer Meister.

## Persönliche Bestzeiten
- 100 m: 10,1 s, 23. Mai 1976, Westwood[1]
- 200 m: 20,93 s, 15. Oktober 1975, Mexiko-Stadt[2]